# António Fontes Veiga de Faria
António Fontes Veiga de Faria ComIH • ComB (Miragaia, Porto, 26 de Julho de 1919 - 6 de Setembro de 1991) foi um engenheiro português.

## Biografia
Licenciado em Engenharia Civil pela Faculdade de Engenharia da Universidade do Porto em 1947, António Faria foi quadro técnico da Junta Autónoma das Estradas e vereador e vice-presidente da Câmara Municipal do Porto. Por morte do presidente Nuno Pinheiro Torres, assumiu a presidente da Câmara entre 6 e 21 de Maio de 1969.
Desempenhou, também, os cargos de presidente do Conselho de Administração dos Serviços Municipalizados de Águas e Saneamento do Porto; director, no Norte de Portugal, do Fundo de Fomento de Habitação; provedor da Venerável Ordem Terceira de Nossa Senhora do Carmo do Porto. Foi, ainda, agraciado com o grau de Comendador da Ordem do Infante Dom Henrique a 2 de Agosto de 1966, de Comendador da Ordem de Benemerência a 13 de Agosto de 1969 e com a Medalha de Honra da Cidade do Porto.